# 阿西登特 (阿肯色州)
阿西登特（英語：Accident）是位於美國阿肯色州本頓縣的一個非建制地區。該地的面積和人口皆未知。

## 地理
阿西登特的座標為36°13′40″N 94°06′06″W / 36.22778°N 94.10167°W，而該地的平均海拔高度為421米（即1381英尺）。